# Hanna (filme)
Hanna é um filme de suspense dirigido por Joe Wright e estrelado por Saoirse Ronan.

## Enredo
Hanna Heller (Saoirse Ronan) é uma menina de 15 anos de idade que vive com seu pai, Erik Heller (Eric Bana) nas zonas rurais do norte da Finlândia, perto de Kuusamo. O filme abre com Hanna caçando e matando uma rena. Desde os dois anos, Hanna havia sido treinada pelo ex-funcionário da CIA da Alemanha, Erik, para ser uma hábil assassina. Ele ensina suas técnicas de combate corpo-a-corpo e tiro ao alvo, mas depois saiu da agência, e foi incógnito para o Ártico. Erik sabe de um segredo que não pode se tornar público, e Marissa Wiegler (Cate Blanchett), uma alta funcionária da CIA, procura por ele a fim de eliminá-lo. Erik treinou Hanna com a intenção de matar Marissa. Devido à sua educação no deserto, a adolescente não está familiarizada com muitos aspectos da civilização moderna, apesar de ter lido bastante algumas enciclopédias sobre o assunto.
Uma noite, Hanna diz a Erik que está "pronta" para enfrentar seus inimigos. Erik desenterra um sinal de rádio que, em última instância, acabará alertando a CIA sobre sua presença. Embora ele avise à Hanna que um confronto com Marissa será fatal para ela ou Marissa, deixa a decisão final para Hanna que ativa o rádio sinalizador. Erik vai embora, instruindo-a a encontrá-lo em Berlim. Uma equipe de forças especiais chega para capturar Hanna e Erik; mas, quando Hanna mata dois soldados, o resto da tropa acha que Erik os matou antes de escapar. Hanna é levada para um complexo subterrâneo na CIA, onde Marissa, sendo suspeita, envia uma sósia (Michelle Dockery) para conversar com Hanna. Enquanto fala com o casal, Hanna começa a chorar e rasteja soluçando no colo da sósia, o que incomoda seus algozes. Eles mandam alguns guardas para sua cela para sedá-la. Quando entram na cela, Hanna mata o casal junto com alguns guardas e escapa.
Em um flashback, Marissa é vista disparando contra um carro com a mãe de Hanna, Erik e a menina, com dois anos. O carro bate, mas o trio foge. Marissa atira em Johanna, mas Erik escapa com Hanna na floresta. Hanna foge pelo deserto marroquino, onde  encontra o casal boêmio britânico Sebastian (Jason Flemyng) e Rachel (Olivia Williams), que está viajando em uma van em férias com sua filha adolescente, Sophie (Jessica Barden), e seu filho mais novo, Miles (Aldo Maland). Ela esteve afastada da van da família, tentando viajar para a Espanha buscando atingir Berlim. A família a trata bem e ela e Sophie se tornam amigas, chegando a se beijar.
Marissa contrata Isaacs (Tom Hollander), um ex-agente, para capturar Hanna. Hanna viaja com a família enquanto eles dirigem para o norte. Isaacs e dois skinheads os capturam e, por fim, encurralam Hanna e a família na França, mas ela consegue escapar, matando um dos assaltantes. Marissa alcança a família britânica e durante o interrogatório descobre que Hanna está indo para Berlim.
Chegando ao endereço que Erik tinha dito a ela, Hanna se encontra com Knepfler (Martin Wuttke), um velho mágico excêntrico e amigo de Erik que mora em um parque de diversões abandonado. Hanna planeja um encontro com seu pai. No entanto, Marissa e Isaacs chegam. Hanna escapa, mas ouve comentários que dão a entender que Erik não é seu pai biológico. Mais tarde, Hanna vai para o apartamento da avó, mas a encontra  assassinada. Em uma conversa. Erik admite para a filha que não é seu pai biológico. No passado, ele recrutara mulheres grávidas em um programa em que os seus filhos tiveram DNA reforçado, a fim de criar super-soldados. Após o encerramento do projeto, as cobaias foram eliminadas.
Marissa e Isaacs chegam para matá-los; Erik os distrai para permitir que Hanna escape. Erik luta com Isaacs e o mata, mas é baleado por Marissa, que vai para a casa de Knepfler. Hanna está presente, tendo acabado de descobrir Knepfler morto. Elas se ferem e, eventualmente, Marissa fica desorientada com sua ferida, diminui a velocidade e perde sua arma. Mas Hanna encontra a arma e mata Marissa, remetendo à cena de caça de veados desde o início do filme.

## Elenco
- Saoirse Ronan como Hanna
- Eric Bana como Erik Heller
- Cate Blanchett como Marissa Wiegler
- Olivia Williams como Rachel
- Tom Hollander como Isaacs
- Jason Flemyng como Sebastian
- Jessica Barden como Sophie
- Michelle Dockery como False Marissa

## Recepção
No agregador de críticas dos Estados Unidos, o Rotten Tomatoes, na pontuação onde a equipe do site categoriza as opiniões da  grande mídia e da mídia independente apenas como positivas ou negativas, o filme tem um índice de aprovação de 71% calculado com base em 236 comentários dos críticos. Por comparação, com as mesmas opiniões sendo calculadas usando uma média aritmética ponderada, a nota alcançada é 6,8/10 que é seguida do consenso: "Atuações fantásticas e sequências de ação coreografadas nitidamente impulsionam esta visão única e legal do suspense de vingança".
Em outro agregador de críticas também dos Estados Unidos, o Metacritic, que calcula as notas das opiniões usando somente uma média aritmética ponderada de determinados veículos de comunicação em maior parte da grande mídia, o filme tem uma pontuação de 65 entre 100, alcançada com base em 40 avaliações da imprensa anexadas no site, com a indicação de "revisões geralmente favoráveis".